# 中德國

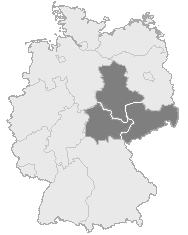
中德國

中德國（德語：Mitteldeutschland）是一個經濟和文化概念。中德國的範圍並不統一，但一般情況下包括了薩克森州、圖林根州和薩克森-安哈爾特州。中德國這一概念起源於德意志帝國時期，因這一地區位於德國中部而得名。二戰之後由於德國割讓東部部分領土給波蘭，曾经的中德國在地理上成為德國偏東的地區，但此名稱仍然繼續使用。